# 폴 에렝

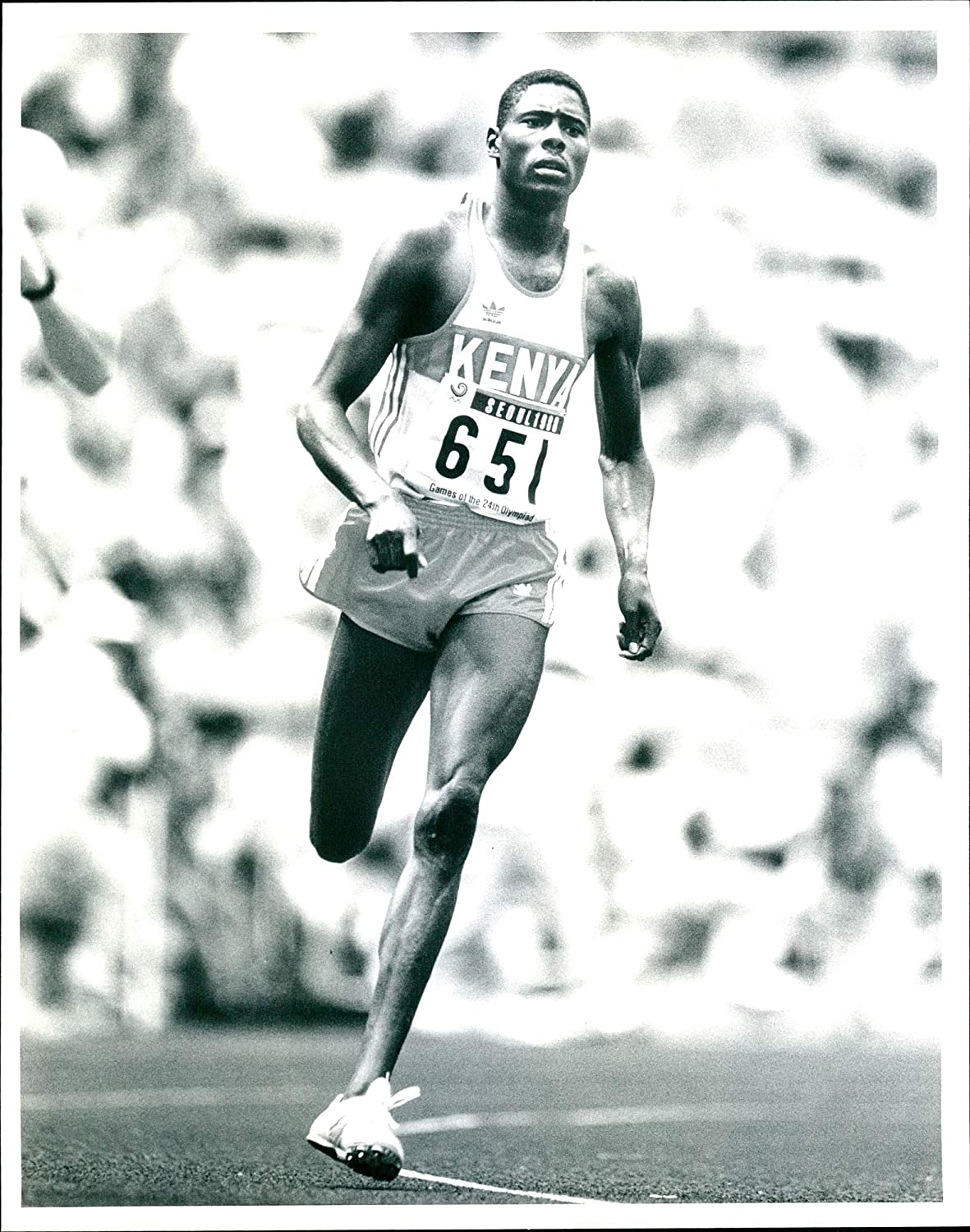

폴 에렝(Paul Ereng, 1967년 8월 22일 ~ )은 전 케냐의 육상 선수로, 1988년 서울 올림픽에서 놀라운 800m 우승을 거두었다.
키탈레 출신으로 나이로비에 있는 스타레헤 남자 기숙사 학교에서 수학하였다. 1987년 말까지 유망한 400m 육상 선수였던 에렝은 버지니아 대학교에 입학한 후, 1988년 초순에 800m로 바꾸었다.
그 세월의 미국 실외 대회 시즌 동안에 패한 적이 없던 에렝은 2회의 NCAA 800m 타이틀(1988, 1989)을 우승하였다. 그러나 케냐 올림픽 선발 시합에서는 3위를 하면서 간신히 올림픽 팀에 선출되었다. 자신의 빠른 발전에 불구하고 서울 올림픽에 도착하였을 때 가능한 우승자로 보이지 않았다. 하지만 자신이 개인 전력 1분 44.55초로 준결승전을 우승한 후, 사람들이 그의 기뢰들을 심각하게 평가하였다.
결승전에서 에렝은 4위로 달리고 있었으나, 자신의 앞으로 달리던 3명의 선수들을 제치면서 금메달을 획득하였다. 올림픽이 끝난 후, 영웅의 환영을 받으면서 귀국하였으며 자신의 모교에서 그의 금메달이 그에게 다시 수여되었다. 이듬해 부다페스트에서 열린 세계 실내 선수권 대회에서 1분 44.84초의 세계 신기록을 세워 우승하였다.
1991년 세비야에서 열린 세계 실내 선수권 대회에서도 2연승을 하였으나, 도쿄에서 열린 세계 육상 선수권 대회에서는 4위로 오고 말았다. 그 후로부터 에렝은 주요 국제 대회들에서 심각한 강적을 취하지 않았으며, 1992년 바르셀로나 올림픽에서는 준결승전에서 탈락되었다.
1993년 종교학에서 학사 학위를 따고 졸업하였다.
현재 텍사스 대학교 엘파소에서 육상 코치로 활약하고 있다.